# Selva di Progno
Selva di Progno is een gemeente in de Italiaanse provincie Verona (regio Veneto) en telt 985 inwoners (31-12-2004). De oppervlakte bedraagt 41,2 km², de bevolkingsdichtheid is 24 inwoners per km².
De volgende frazioni maken deel uit van de gemeente: Giazza in de lingua cimbra Ljetzan, Campofontana, San Bartolomeo delle Montagna e San Bortolo.

## Demografie
Selva di Progno telt ongeveer 410 huishoudens. Het aantal inwoners daalde in de periode 1991-2001 met 1,6% volgens cijfers uit de tienjaarlijkse volkstellingen van ISTAT.
| Jaar | Inwoneraantal |
| ---- | ------------- |
| 1991 | 1017          |
| 2001 | 1001          |

## Geografie
De gemeente ligt op ongeveer 570 m boven zeeniveau.
Selva di Progno grenst aan de volgende gemeenten: Ala (TN), Badia Calavena, Bosco Chiesanuova, Crespadoro (VI), Recoaro Terme (VI), Roverè Veronese, Velo Veronese, Vestenanova.

## Geboren
- Domenico Catazzo (1715-1792), dichter in het Zimbrisch dialect